# 刘招武
刘招武（1988年10月12日—），福建省福安市人，中国男子射箭運動員。

## 簡介
2012年，刘招武代表中国出戰英國倫敦舉行的奥林匹克运动会射箭比賽男子個人和男子團體賽事。